# Atletismo nos Jogos Olímpicos de Verão de 2012 - Decatlo masculino
A competição do decatlo masculino nos Jogos Olímpicos de Verão de 2012 aconteceu nos dias 8 e 9 de agosto no Estádio Olímpico de Londres.
Ashton Eaton, dos Estados Unidos, conquistou a medalha de ouro com o total de 8869 pontos.

## Calendário
Horário local (UTC+1).
| Data        | Horário | Fase                |
| ----------- | ------- | ------------------- |
| 8 de agosto | 10:10   | 100 metros          |
| 8 de agosto | 11:10   | Salto em distância  |
| 8 de agosto | 13:10   | Arremesso de peso   |
| 8 de agosto | 18:00   | Salto em altura     |
| 8 de agosto | 21:30   | 400 metros          |
| 9 de agosto | 09:00   | 110 m com barreiras |
| 9 de agosto | 09:55   | Arremesso de disco  |
| 9 de agosto | 12:55   | Salto com vara      |
| 9 de agosto | 18:30   | Lançamento de dardo |
| 9 de agosto | 21:20   | 1500 metros         |

## Medalhistas
| Ouro   | USA Ashton Eaton  |
| Prata  | USA Trey Hardee   |
| Bronze | CUB Leonel Suárez |

## Recordes
Antes desta competição, os recordes mundiais e olímpicos da prova eram os seguintes:
| Tipo | Atleta       | Pontos | Local  | Data                 |
| ---- | ------------ | ------ | ------ | -------------------- |
|      | Ashton Eaton | 9039   | Eugene | 23 de junho de 2012  |
|      | Roman Šebrle | 8893   | Atenas | 24 de agosto de 2004 |

## Resultados
| Pos. | Nome                       | Total de pontos | 100 m        | SD          | AP          | SA         | 400 m       | 110 m B      | AD          | SV          | LD          | 1500 m          |
| ---- | -------------------------- | --------------- | ------------ | ----------- | ----------- | ---------- | ----------- | ------------ | ----------- | ----------- | ----------- | --------------- |
| 01 ! | USA Ashton Eaton           | 8869            | 1011 10.35 s | 1068 8.03 m | 769 14.66 m | 850 2.05 m | 963 46.90 s | 1032 13.56 s | 716 42.53 m | 972 5.20 m  | 767 61.96 m | 721 4:33.59 min |
| 02 ! | USA Trey Hardee            | 8671            | 994 10.42 s  | 942 7.53 m  | 807 15.28 m | 794 1.99 m | 904 48.11 s | 1035 13.54 s | 834 48.26 m | 849 4.80 m  | 838 66.65 m | 674 4:40.94 min |
| 03 ! | CUB Leonel Suárez          | 8523            | 801 11.27 s  | 940 7.52 m  | 759 14.50 m | 906 2.11 m | 859 49.04 s | 917 14.45 s  | 782 45.75 m | 819 4.70 m  | 996 76.94 m | 744 4:30.08 min |
| 4    | BEL Hans Van Alphen        | 8447            | 850 11.05 s  | 970 7.64 m  | 819 15.48 m | 850 2.05 m | 853 49.18 s | 863 14.89 s  | 835 48.28 m | 849 4.80 m  | 763 61.69 m | 795 4:22.50 min |
| 5    | CAN Damian Warner          | 8442            | 980 10.48 s  | 945 7.54 m  | 712 13.73 m | 850 2.05 m | 899 48.20 s | 926 14.38 s  | 785 45.90 m | 819 4.70 m  | 780 62.77 m | 746 4:29.85 min |
| 6    | GER Rico Freimuth          | 8320            | 940 10.65 s  | 864 7.21 m  | 782 14.87 m | 714 1.90 m | 906 48.06 s | 989 13.89 s  | 852 49.11 m | 880 4.90 m  | 698 57.37 m | 695 4:37.62 min |
| 7    | UKR Oleksiy Kasyanov       | 8283            | 961 10.56 s  | 947 7.55 m  | 756 14.45 m | 794 1.99 m | 888 48.44 s | 963 14.09 s  | 802 46.72 m | 790 4.60 m  | 661 54.87 m | 721 4:33.68 min |
| 8    | RUS Sergey Sviridov        | 8219            | 910 10.78 s  | 922 7.45 m  | 754 14.42 m | 794 1.99 m | 866 48.91 s | 799 15.42 s  | 817 47.43 m | 790 4.60 m  | 865 68.42 m | 702 4:36.63 min |
| 9    | RSA Willem Coertzen        | 8173            | 841 11.09 s  | 854 7.17 m  | 715 13.79 m | 850 2.05 m | 882 48.56 s | 955 14.15 s  | 738 43.58 m | 760 4.50 m  | 810 64.79 m | 768 4:26.52 min |
| 10   | GER Pascal Behrenbruch     | 8126            | 847 11.06 s  | 850 7.15 m  | 831 15.67 m | 767 1.96 m | 813 50.04 s | 932 14.33 s  | 761 44.71 m | 819 4.70 m  | 810 64.80 m | 696 4:37.46 min |
| 11   | NED Eelco Sintnicolaas     | 8034            | 894 10.85 s  | 903 7.37 m  | 739 14.18 m | 740 1.93 m | 868 48.85 s | 920 14.43 s  | 509 32.26 m | 1004 5.30 m | 720 58.82 m | 737 4:31.17 min |
| 12   | NZL Brent Newdick          | 7988            | 838 11.10 s  | 900 7.36 m  | 795 15.09 m | 767 1.96 m | 804 50.22 s | 847 15.02 s  | 791 46.15 m | 819 4.70 m  | 735 59.82 m | 692 4:38.20 min |
| 13   | CHI Gonzalo Barroilhet     | 7972            | 821 11.18 s  | 767 6.80 m  | 758 14.49 m | 850 2.05 m | 766 51.07 s | 959 14.12 s  | 690 41.27 m | 1035 5.40 m | 697 57.25 m | 629 4:48.23 min |
| 14   | CUB Yordanis García        | 7956            | 906 10.80 s  | 755 6.75 m  | 758 14.48 m | 794 1.99 m | 873 48.76 s | 944 14.24 s  | 711 42.27 m | 790 4.60 m  | 736 59.85 m | 689 4:38.57 min |
| 15   | FRA Kevin Mayer            | 7952            | 791 11.32 s  | 854 7.17 m  | 731 14.05 m | 850 2.05 m | 873 48.76 s | 780 15.59 s  | 689 41.20 m | 819 4.70 m  | 774 62.41 m | 791 4:23.02 min |
| 16   | RUS Ilya Shkurenyov        | 7948            | 858 11.01 s  | 874 7.25 m  | 661 12.89 m | 822 2.02 m | 823 49.81 s | 925 14.39 s  | 736 43.51 m | 941 5.10 m  | 645 53.81 m | 663 4:42.80 min |
| 17   | BLR Eduard Mikhan          | 7928            | 919 10.74 s  | 799 6.94 m  | 774 14.75 m | 740 1.93 m | 889 48.42 s | 955 14.15 s  | 755 44.42 m | 731 4.40 m  | 673 55.69 m | 693 4:38.06 min |
| 18   | KAZ Dmitriy Karpov         | 7926            | 881 10.91 s  | 864 7.21 m  | 880 16.47 m | 794 1.99 m | 822 49.83 s | 924 14.40 s  | 765 44.93 m | 941 5.10 m  | 588 49.93 m | 467 5:16.83 min |
| 19   | BRA Luiz Alberto de Araújo | 7849            | 929 10.70 s  | 852 7.16 m  | 699 13.52 m | 740 1.93 m | 897 48.25 s | 875 14.79 s  | 762 44.76 m | 790 4.60 m  | 612 51.59m  | 693 4:38.04 min |
| 20   | JPN Keisuke Ushiro         | 7842            | 791 11.32 s  | 781 6.86 m  | 703 13.59 m | 794 1.99 m | 779 50.78 s | 794 15.47 s  | 801 46.66 m | 880 4.90 m  | 834 66.38 m | 685 4:39.33 min |
| 21   | NED Ingmar Vos             | 7805            | 865 10.98 s  | 878 7.27 m  | 714 13.77 m | 767 1.96 m | 832 49.62 s | 897 14.61 s  | 711 42.26 m | 760 4.50 m  | 762 61.60 m | 619 4:50.01 min |
| 22   | LAT Edgars Eriņš           | 7649            | 863 10.99 s  | 809 6.98 m  | 695 13.45 m | 740 1.93 m | 786 50.62 s | 823 15.22 s  | 769 45.10 m | 760 4.50 m  | 698 57.35 m | 706 4:35.88 min |
| 23   | LBR Jangy Addy             | 7586            | 885 10.89 s  | 790 6.90 m  | 788 14.97 m | 740 1.93 m | 878 48.64 s | 945 14.23 s  | 779 45.61 m | 673 4.20 m  | 594 50.36 m | 514 5:08.14 min |
| 24   | HUN Attila Szabó           | 7581            | 827 11.15 s  | 804 6.96 m  | 724 13.93 m | 714 1.90 m | 777 50.83 s | 859 14.92 s  | 770 45.14 m | 790 4.60 m  | 720 58.84 m | 596 4:53.81 min |
| 25   | LTU Darius Draudvila       | 7557            | 872 10.95 s  | 842 7.12 m  | 800 15.17 m | 767 1.96 m | 809 50.13 s | 865 14.87 s  | 796 46.43 m | 673 4.20 m  | 591 50.16 m | 542 5:03.14 min |
| 26   | UZB Rifat Artikov          | 7203            | 780 11.37 s  | 677 6.41 m  | 735 14.11 m | 740 1.93 m | 729 51.91 s | 881 14.74 s  | 737 43.53 m | 731 4.40 m  | 687 56.62 m | 506 5:09.52 min |
| —    | GER Jan Felix Knobel       | DNF             | 769 11.42 s  | 826 7.05 m  | 808 15.29 m | 850 2.05 m | 821 49.87 s | 846 15.03 s  | 790 46.10 m | 731 4.40 m  | DNS         |                 |
| —    | GRN Kurt Felix             | DNF             | 834 11.12 s  | 967 7.63 m  | 684 13.28 m | 850 2.05 m | 807 50.17 s | DNS          | DNS         | DNS         |             |                 |
| —    | SRB Mihail Dudaš           | DNF             | 883 10.90 s  | 942 7.53 m  | 714 13.76 m | 767 1.96 m | DNS         | DNS          | DNS         | DNS         |             |                 |
| —    | GBR Daniel Awde            | DNF             | 926 10.71 s  | 774 6.83 m  | DNS         | DNS        | DNS         |              |             |             |             |                 |
| —    | CZE Roman Šebrle           | DNF             | 744 11.54 s  | DNS         | DNS         | DNS        | DNS         |              |             |             |             |                 |

Legenda
| Recorde mundial      | Recorde mundial (World record)               |                       | Recorde africano                      | Recorde africano (African) |                                           | Q | Classificado por posição (Qualified) |
| Recorde olímpico     | Recorde olímpico (Olympic record)            | Recorde da América    | Recorde da América (Americas)         | q                          | Classificado por melhor tempo (Qualified) |   |                                      |
| Melhor marca do ano  | Melhor marca do ano (World leading)          | Recorde asiático      | Recorde asiático (Asian)              | DNS                        | Não largou (Did not start)                |   |                                      |
| Recorde nacional     | Recorde nacional (National record)           | Recorde europeu       | Recorde europeu (European)            | DNF                        | Não terminou (Did not finish)             |   |                                      |
| Recorde pessoal      | Recorde pessoal do atleta (Personal best)    | Recorde da Oceania    | Recorde da Oceania (Oceania)          | DSQ / DQ                   | Desclassificado (Disqualified)            |   |                                      |
| Recorde da temporada | Recorde da temporada do atleta (Season best) | Recorde sul-americano | Recorde sul-americano (South America) | NM                         | Sem marca (No mark)                       |   |                                      |